# Hip Hop com dendê
Hip Hop com dendê es una película del año 2005.

## Sinopsis
Reflejo del movimiento que gana millones de adeptos en el mundo, el hip hop llega a Bahía y conquista parte de su juventud periférica, que mezcla los elementos – graffiti, break dance, rap, DJ, MC y la ideología – con las expresiones artísticas locales. Juntos descubren formas alternativas de comunicarse y hablar para los suyos, por medio de radios y periódicos locales, Internet y, en especial, el boca a boca.

## Premios
- III Mostra Curtas, (X Mostra PUC-RIO)